# Lakshmipur
Lakshmipur este un oraș din Bangladesh.